# Tarot francuski
Tarot francuski – gra karciana, odmiana tarota, do której używa się talii tarota złożonej z 78 kart, w której główną rolę odgrywa 21 tzw. tarotów, czyli atutów. Gra polega na zbieraniu  lew i punktów za karty. Gra się w nią w 3, 4 albo 5 osób. Popularna w krajach francuskojęzycznych. We Francji jedna z dwóch najpopularniejszych gier karcianych obok Belote.

## Zasady gry[1]

### Wstęp

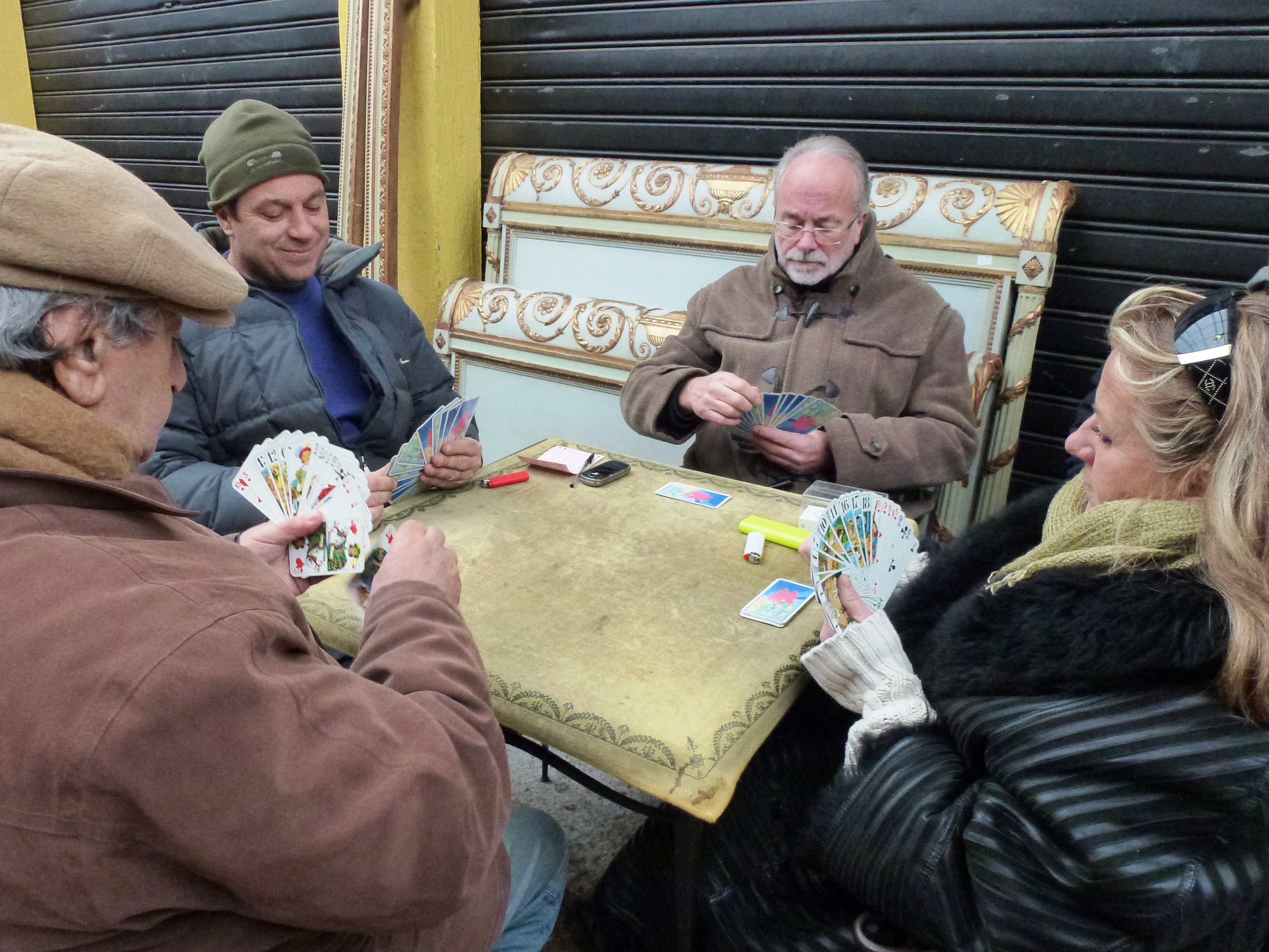
Gracze przy grze w tarota francuskiego.

Tarot jest rozgrywany za pomocą talii 78 kart. 21 spośród nich to tzw. taroty (lub taroki) czyli atuty. Taroki są numerowane od 1 do 21, z których najmłodszym jest 1, a najstarszym 21. Oprócz tego w talii znajduje się karta głupca (lub Excuse) przedstawiająca postać podobną do jokera. Pozostałe 56 kart podzielonych jest na cztery kolory: trefl, karo, kier, pik. W skład każdego koloru wchodzą figury: walet, jeździec (rycerz), dama, król oraz blotki numerowane od 1 do 10.
W wersji na 4 osoby rozdający rozdaje każdemu graczowi 18 kart i odkłada 6 kart do musika. Gracze kolejno licytują, a następnie formują dwie drużyny: zwycięzca licytacji zostaje rozgrywającym i gra przeciwko 3 pozostałym graczom (obrońcom). Jego celem jest ugranie wylicytowanego kontraktu. Celem obrońców jest uniemożliwienie mu tego. Rozdający odsłania musik i wymienia sześć kart. Następnie osoba siedząca na prawo od rozdającego wychodzi do pierwszej lewy. 
Licytacja i rozgrywka toczą się zwykle w kolejności przeciwnej do ruchu wskazówek zegara.

### Rozdanie kart
Każdy z graczy otrzymuje odpowiednią liczbę kart: W wersji 3 lub 4 osobowej na stos (talon) (nazywany też skatem, fr le chien - pies) trafia 6 kart, reszta kart jest rozdzielana równo między graczy - wszyscy gracze otrzymują odpowiednio 24 lub 18 kart. W przypadku 5 graczy na psa trafiają 3 karty, pozostałe karty podobnie jak w przypadku wersji 3 i 4 osobowej są po równi rozdzielane między graczy - każdy otrzymuje wówczas 15 kart.

### Licytacja
Każdy gracz, rozpoczynając od osoby na prawo od rozdającego może zadeklarować grę lub spasować. Gracz może zalicytować tylko raz. Do wyboru są następujące kontrakty:
- Mały (fr. le petite) - gracz odkrywa psa i może wymienić z niego dowolną liczbę kart. Wymienione karty są pokazywane innym graczom. Do psa nie można odkładać kart krańcowych - Honorów (taroki 1, 21 oraz karta Excuse - Głupiec) oraz króli. Karty w psie nie biorą udziału w grze ale są na końcu doliczane do punktów grającego.
- Duży (fr. le garde) - to samo co gra zwykła, ale punktowana podwójnie.
- Duży bez psa (fr. le garde sans le chien) - pies nie jest odkrywany, ale punkty za karty w nim trafiają do grającego. Gra ta jest punktowana poczwórnie.
- Duży przeciwko psu (fr. le garde contre le chien) - pies nie jest odkrywany, punkty za karty w nim trafiają do przeciwników. Gra ta punktowana jest sześciokrotnie.

Przed rozpoczęciem rozgrywki może zadeklarować meldunek pełnej ręki (posiadanie odpowiedniej liczby atutów) lub zadeklarować wzięcie wszystkich lew (Szlem). Za zgłoszone meldunki gracz otrzymuje dodatkowe punkty doliczane na końcu gry.

### Rozgrywka
Celem rozgrywki jest zdobywanie lew oraz punktów za karty. Rozpoczyna ją gracz siedzący na prawo od rozdającego kładąc dowolną kartę. Po nim, przeciwnie do ruchu wskazówek zegara, dokładają po karcie pozostali gracze. Gracze muszą dokładać do koloru lub dokładać taroki. W przypadku braku koloru gracz musi dołożyć taroka. Istnieje obowiązek przebijania tarokami jeśli istnieje taka możliwość. Jedynie w sytuacji gdy gracz nie posiada kart do koloru ani taroków może dołożyć dowolną kartę. Lewę bierze gracz, który zagrał najwyższego taroka lub najwyższą kartę w kolorze wistu, jeżeli w lewie nie ma taroków. Wartość taroka wyznacza jego liczba - najwyższym jest tarok o numerze XXI a najniższym tarok o numerze I. Gracz który wziął lewę wychodzi do następnej. 
Wszystkie karty wchodzące w skład lewy są odkładane i nie biorą dalszego udziału w grze. Wyjątkiem jest karta excuse którą można położyć na dowolny kolor i taroka i która następnie wraca do właściciela. W zamian posiadacz excuse oddaje graczowi który zdobył lewę jedną z kart wartych 0,5 punktu. Karta excuse która wychodzi do lewy w ostatniej kolejce przechodzi na konto przeciwników, chyba że grający przejął poprzednio wszystkie lewy.

### Cel gry
Celem gry jest zdobycie odpowiedniej liczby punktów w zależności od tego ile kart krańcowych grający zdobył w lewach. Są trzy karty krańcowe: 21 - najwyższy tarok, 1 - najniższy tarok oraz karta excuse. Jednym z najważniejszych elementów gry jest zdobycie w ostatniej lewie taroka 1 - wówczas otrzymuje się 10 punktów bonusowych (tzw. petit au bout).  
| Liczba kart krańcowych | Potrzebna liczba punktów |
| ---------------------- | ------------------------ |
| 0                      | 56                       |
| 1                      | 51                       |
| 2                      | 41                       |
| 3                      | 36                       |

Punktacja kart jest następująca:
| Karta          | Punkty |
| -------------- | ------ |
| I, XXI, Excuse | 4,5    |
| Król           | 4,5    |
| Dama           | 3,5    |
| Rycerz         | 2,5    |
| Walet          | 1,5    |
| Pozostałe      | 0,5    |

Łączna liczba wszystkich punktów w talii to 91.

### Punktacja
Punkty za grę są obliczane według wzoru:
Punkty = (25 + R ± P) * M + H + C
gdzie:
R - różnica między ugraną liczbą punktów a wymaganą (obliczoną na podstawie liczby kart krańcowych).
P - bonus za wzięcie taroka 1 w ostatniej lewie (petit au bout) w wysokości 10 punktów jest dodawany lub odejmowany. 
M - mnożnik gry (gra zwykła - x1, gra podwójna - x2, gra z ręki - x4, gra z ręki bez stosu - x6)
H - bonus za posiadanie odpowiedniej liczby taroków - zgłaszany przed grą - patrz tabelka.
C - bonus za wzięcie wszystkich lew (fr. chelem) - 200 punktów, z deklaracją: 400 punktów. W przypadku zadeklarowania i nie wzięcia wszystkich lew: kara -200 punktów.
Liczba atutów potrzebnych do otrzymania bonusu:
|                           |    |    |    | Punkty bonusowe |
| ------------------------- | -- | -- | -- | --------------- |
| Liczba graczy             | 3  | 4  | 5  | Punkty bonusowe |
| Liczba posiadanych atutów | 13 | 10 | 8  | 20              |
| Liczba posiadanych atutów | 15 | 13 | 10 | 30              |
| Liczba posiadanych atutów | 18 | 15 | 13 | 40              |

Wyliczone w ten sposób punkty „płacą” przegrani zwycięzcy (lub drużynie zwycięskiej) – oznacza to, że suma wszystkich punktów graczy jest zawsze równa 0. 
Oznacza to, że w grze w 4 osoby grający zdobywa trzykrotność obliczonych w ten sposób punktów, a pozostali tracą jednokrotność. W przypadku przegranej grający traci trzykrotność a pozostali zdobywają jednokrotność punktów.

### Koniec gry
Koniec gry następuje po rozegraniu ustalonej liczby rozdań. Zazwyczaj jest to wielokrotność liczby 4. Wygrywa gracz z największą liczbą punktów.

## Talia do gry w tarota francuskiego - Kolory francuskie
| 1 | 2 | 3 | 4 | 5 | 6 | 7 | 8 | 9 | 10 | Walet | Rycerz | Dama | Król |  |
| - | - | - | - | - | - | - | - | - | -- | ----- | ------ | ---- | ---- |  |
|   |   |   |   |   |   |   |   |   |    |       |        |      |      |  |
|   |   |   |   |   |   |   |   |   |    |       |        |      |      |  |
|   |   |   |   |   |   |   |   |   |    |       |        |      |      |  |
|   |   |   |   |   |   |   |   |   |    |       |        |      |      |  |
|   |   |   |   |   |   |   |   |   |    |       |        |      |      |  |

| 21 Taroków |  |  |  |  |  |  |  |
| •          |  |  |  |  |  |  |  |
|            |  |  |  |  |  |  |  |